# Standard CMMI Appraisal Method for Process Improvement
Le Standard CMMI Appraisal Method for Process Improvement (SCAMPI) est la méthode officielle d'évaluation du Software Engineering Institute (SEI) concernant les modèles Capability Maturity Model Integration (CMMI). Les évaluations SCAMPI sont utilisées pour identifier les forces et les faiblesses des processus, mettre en évidence les risques sur le développement ou les achats, et déterminer les niveaux de maturité et de capabilité. Ils sont principalement utilisés comme partie d'un programme d'amélioration continue ou pour évaluer des fournisseurs. La méthode définit le processus d'évaluation allant de la préparation, les activités sur site, les observations préliminaires, les constats et notations, le rapport final et les activités de suivi.

## Évaluations de classe A, B, et C
L'ensemble de documents associés avec chaque version de CMMI inclut une spécification appelée Appraisal Requirements for CMMI (ARC) (Exigences d'évaluation pour CMMI) qui donne trois niveaux pour les évaluations : classe A, B et C. Les SCAMPI de classe A sont des évaluations formelles menées par les Lead Appraisers autorisés par le SEI qui utilisent le SCAMPI A Method Definition Document (MDD) pour mener les évaluations.
L'évaluation de classe A est requise pour obtenir une évaluation officielle (niveau 1 (le plus faible) à niveau 5 (le plus élevé)), utilisant la représentation étagée, pour publication publique ou pour répondre aux exigences par exemple du département de la Défense des États-Unis.